# Villa Medici (Rom)

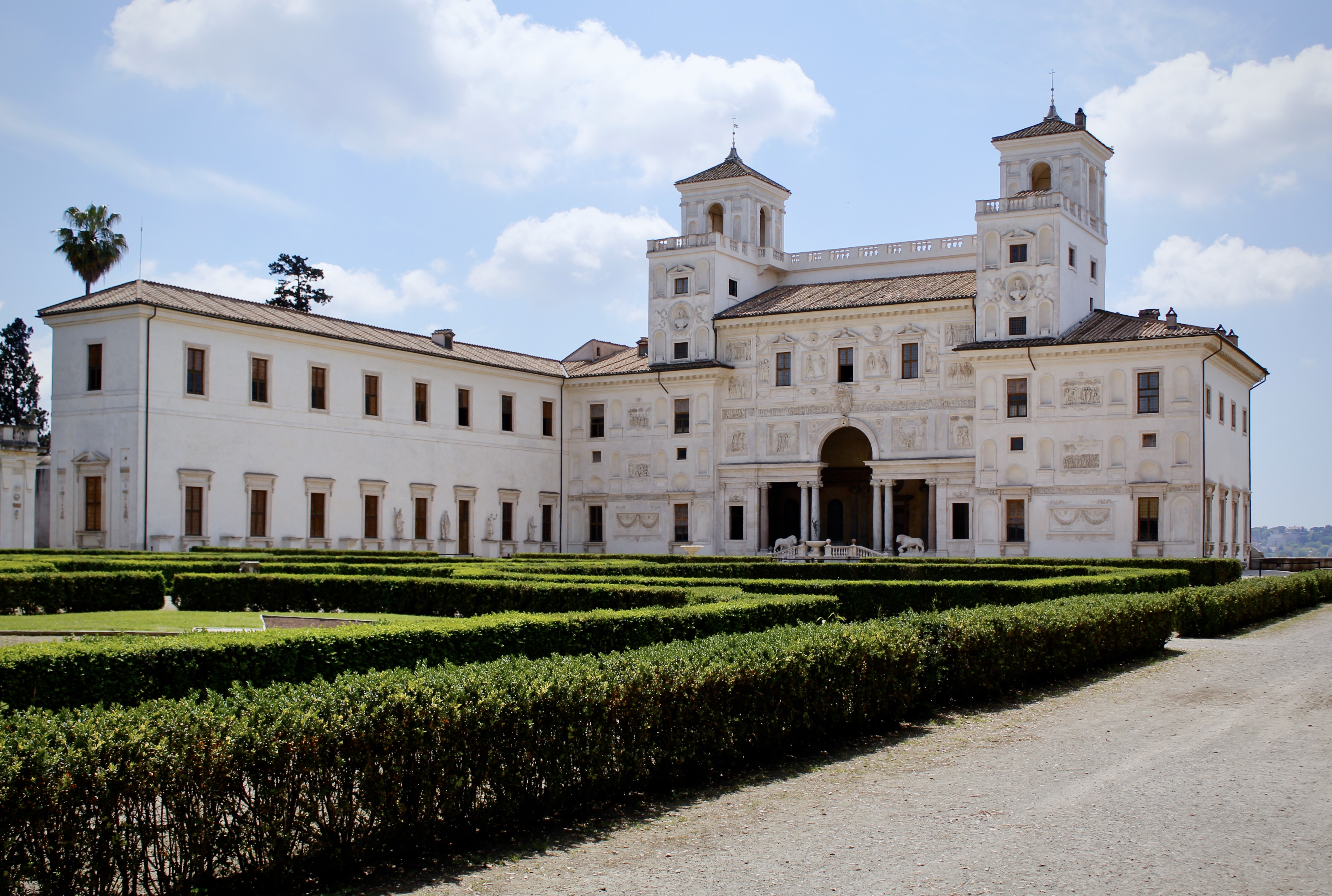
Villa Medici vom Garten aus

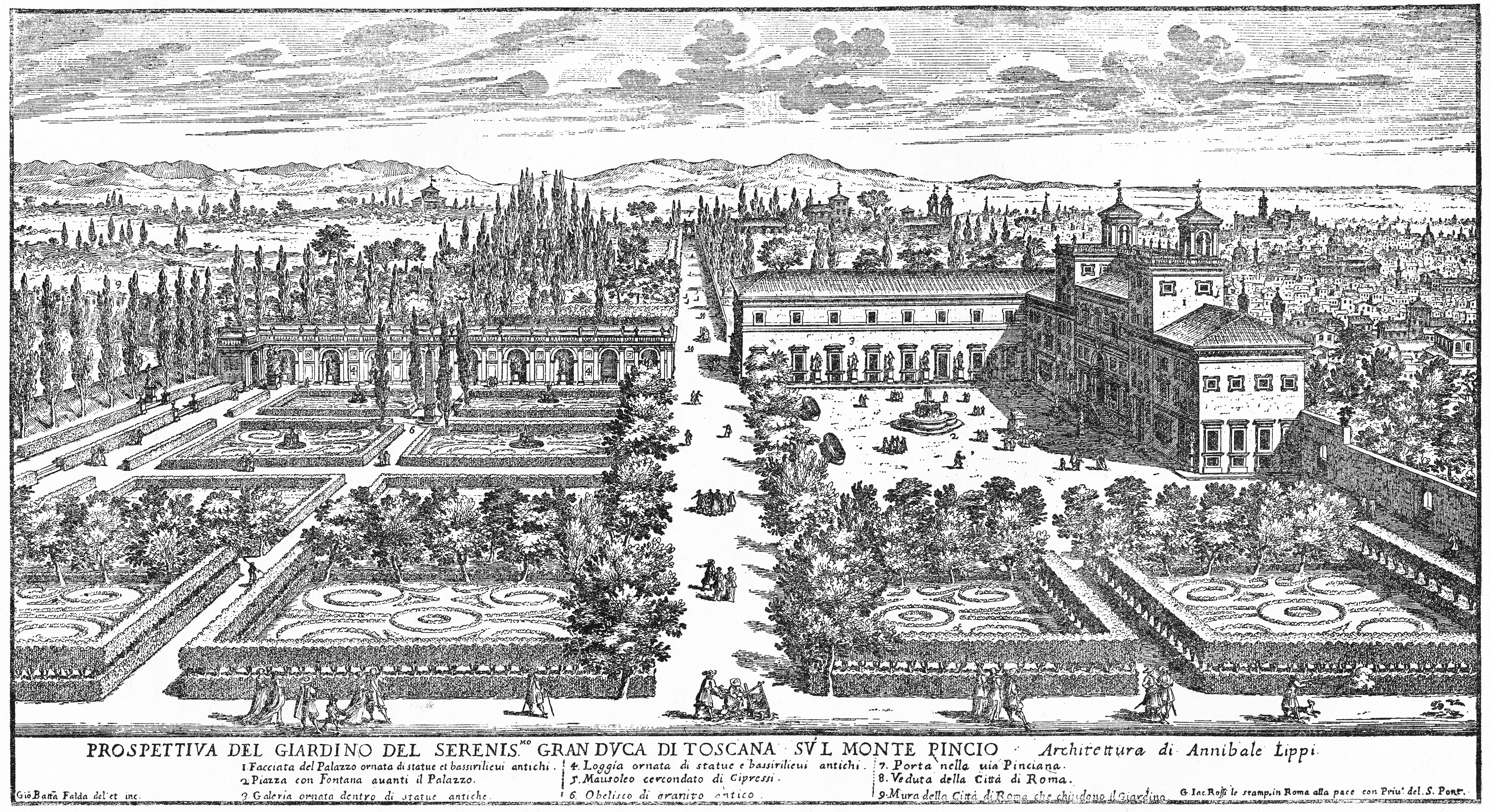
Die Villa und ihr Garten im 17. Jahrhundert

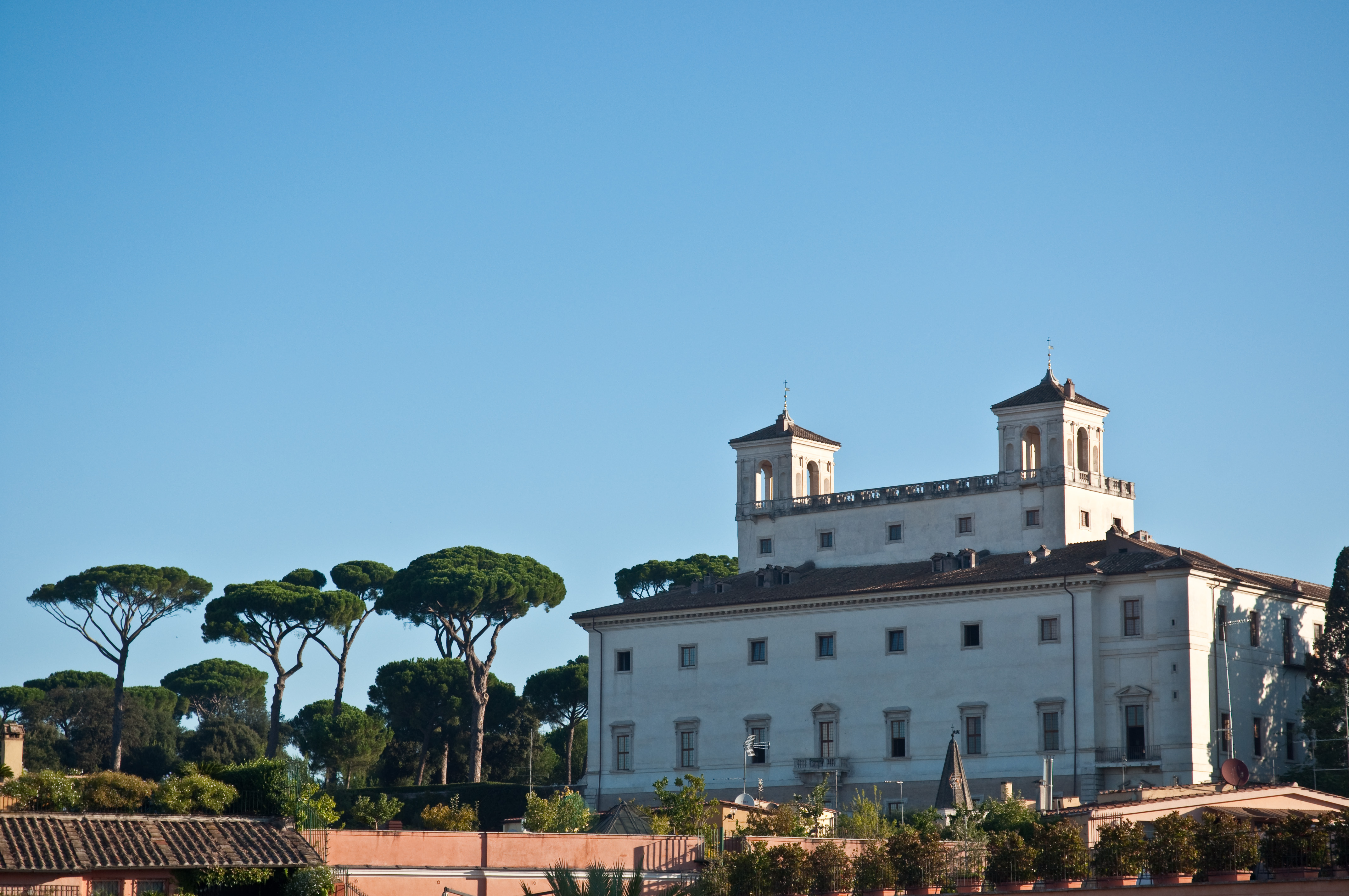
Villa Medici Südansicht

Die Villa Medici ist eine im 16. Jahrhundert gebaute Villa in Rom. Sie befindet sich an der Straße Viale della Trinità dei Monti auf dem Pincio-Hügel.
Die Villa steht auf den Überresten der antiken Villa des Lucius Licinius Lucullus. Das Gebäude wurde in den Jahren 1564–1574 von Nanni di Baccio Bigio und, ab 1568, von Annibale Lippi gebaut. Ihren Namen erhielt sie 1576 von Kardinal Ferdinando I. de’ Medici, der sie zu diesem Zeitpunkt für seine Antikensammlung erwarb. Im Jahr 1633 wurde dort Galileo Galilei interniert.
Seit 1803 beherbergt sie die der Académie des beaux-arts angeschlossene Académie de France à Rome (Französische Akademie in Rom), die 1666 von König Ludwig XIV. gegründet wurde.
Die vergleichbare deutsche Kultureinrichtung in Rom ist die Villa Massimo.